# Wagah

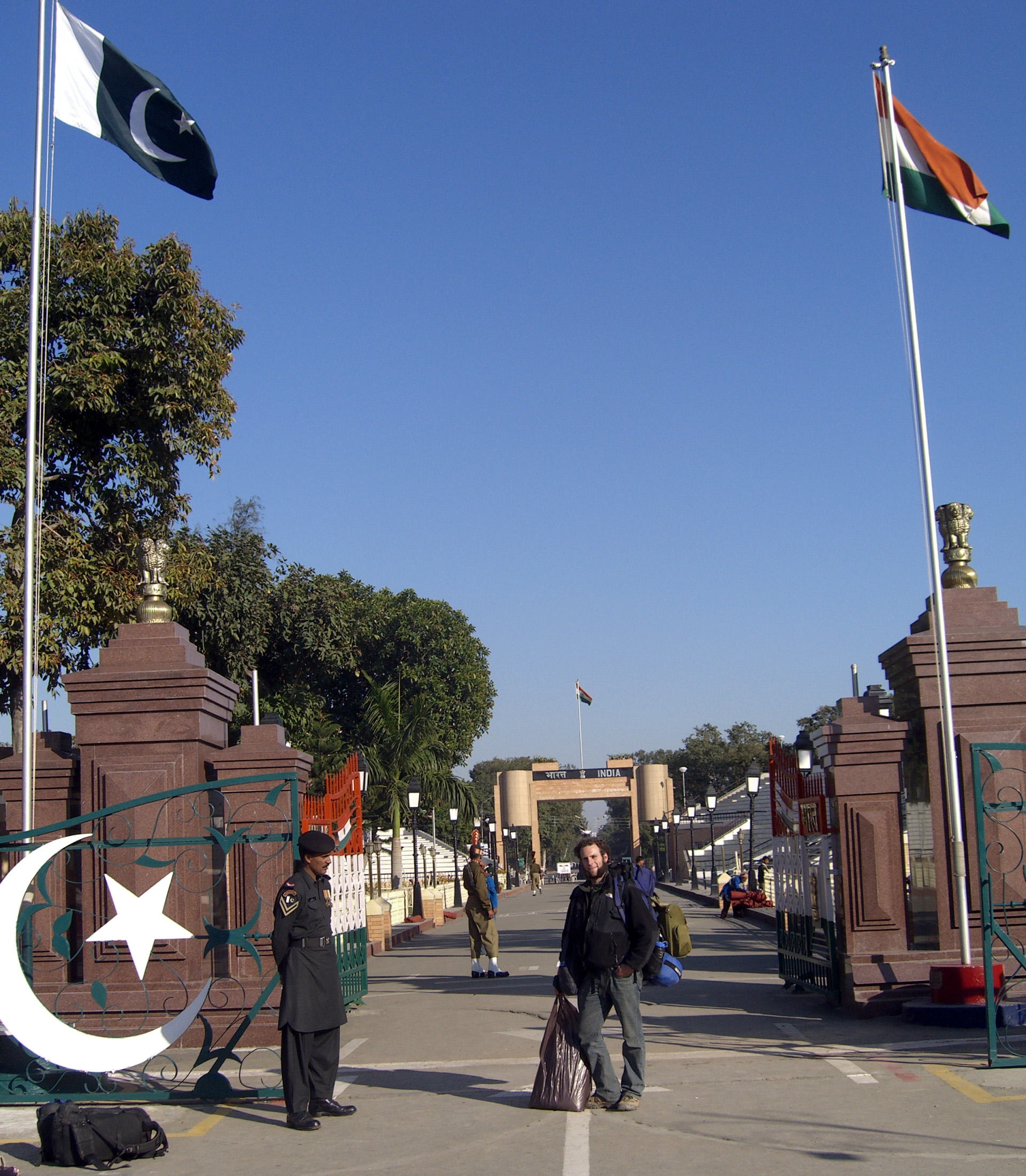
Grenzübergang nach Indien in Wagah

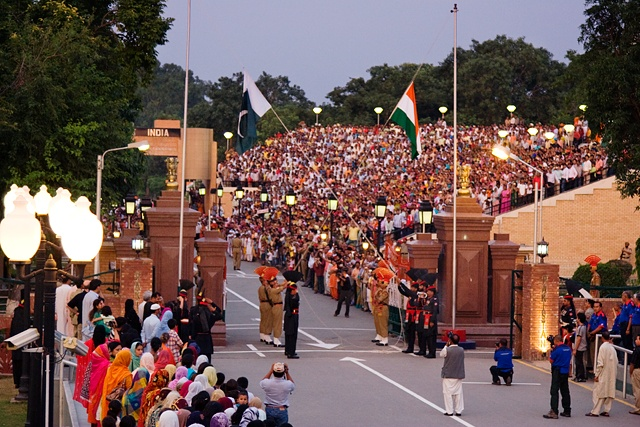
Flaggenparade am Grenzübergang

Wagah (Hindi वाघा, Urdu واہگہ) ist ein pakistanisches Dorf und ein danach benannter Grenzübergang an der Straße zwischen Amritsar im indischen Bundesstaat Punjab und Lahore in der pakistanischen Provinz Punjab sowie Teil der Grand Trunk Road. Auf indischer Seite wird der Grenzübergang nach dem nächstgelegenen indischen Dorf als Attari bezeichnet. Es ist der einzige Grenzübergang in den genannten Bundesstaaten zwischen Indien und Pakistan.

## Grenzschließungszeremonie
Der Grenzübergang ist täglich bis 16 Uhr geöffnet. Anschließend wird allabendlich auf beiden Seiten eine Show einschließlich einer Militärparade der Grenzsoldaten abgehalten, die unter anderem die Flaggenparade und das Ertönen der Clairon (Signaltrompete) beinhaltet. Die Parade zeichnet sich durch eine selbst für militärische Verhältnisse übertriebene und überspitzte Ritualisierung aus. Die Bewegungsabläufe der Soldaten beider Seiten werden regelmäßig mit dem The-Ministry-of-Silly-Walks-Sketch von Monty Python verglichen.
Die Grenzschließungszeremonie wird täglich von Tausenden Menschen aus allen Teilen beider Länder sowie von ausländischen Touristen besucht. Die Tribünen auf beiden Seiten wurden ausgebaut. Auf indischer Seite steht ein halbrundes Stadion für Tausende Zuschauer. Je ein Warm-Upper in Uniform auf beiden Seiten der Grenze animiert das jeweilige einheimische Publikum zu Tänzen und Gesängen und stachelt, unterstützt von überdimensionierten Beschallungsanlagen, zu nationalistischen Parolen und Schlachtgesängen an. Sie dient der Demonstration militärischer Präsenz und Kampfbereitschaft. Die beiden Staaten haben aufgrund historischer und aktueller anhaltender Feindseligkeiten wegen Gebietsdisputen ein angespanntes politisches Verhältnis.
Im Oktober 2010 wurde bekannt, dass der Major General Yaqub Ali Khan der pakistanischen Seite für eine Normalisierung der Zeremonie eintritt.

## Selbstmordattentat
Am 2. November 2014 wurden an einem Checkpoint auf pakistanischer Seite, einige Hundert Meter vor dem Grenzübergang, 61 Menschen Opfer eines Selbstmordattentäters. Mehrere Splittergruppierungen der Tehrik-i-Taliban Pakistan (TTP) reklamierten den Anschlag für sich, darunter die Dschundollah und die Jamaat-ul-Ahrar. Der Anschlag wird als Reaktion auf die Militär-Offensive der pakistanischen Streitkräfte in Wasiristan bezeichnet.